# Der goldne Spiegel oder die Könige von Scheschian
Der goldne Spiegel oder die Könige von Scheschian ist ein 1772 erstmals erschienener Roman von Christoph Martin Wieland (1733–1813). Im Jahr 1794 erscheint eine weitere Ausgabe, die sich vor allem durch ein erweitertes Ende von der ersten Fassung unterscheidet. Der Roman besitzt mehrere Handlungsebenen und eine dementsprechend große Anzahl auftretender Figuren und Themen. Die verbindenden Elemente sind die Betrachtung von Monarchie als Regierungsform und ein Bezug zur Aufklärung.

## Inhalt

### Handlung

#### Rahmenhandlung
Bei der Rahmenhandlung handelt es sich um das Gespräch zwischen Schach-Gebal, Nurmahal und Danischmende. Wenn zu Beginn das Erzählen der Geschichte Scheschians nur dafür gedacht war, dem Sultan das Einschlafen zu erleichtern, wird daraus schnell eine Diskussion über richtiges und falsches Regieren.

#### Die Geschichte Scheschians
Der Sultan Indostans, Schach-Gebal, lässt sich abends von seiner Favoritin Nurmahal und seinem Hofphilosophen Danischmende die Geschichte des untergegangenen Königreichs Scheschians erzählen, um besser einschlafen zu können. Es werden in chronologischer Reihenfolge die Herrscher des Königreichs und ihre Stärken und Schwächen beschrieben. Zu Beginn der Geschichte wird das in Kleinstaaten zerfallene Scheschian durch Ogul-Kan, den Fürsten eines benachbarten Reiches, erobert und zu einem Großreich mit ihm als absolutistischen Herrscher vereint. Unter dem Einfluss Lilis, der Favoritin eines seiner namenlosen Nachfolger, entwickelt sich auch die Kultur des Landes. Ogul-Kans Nachfolger Azor ist der Sohn Lilis. Da Azor selbst seine politischen Aufgaben vernachlässigt, wird die Politik des Landes von seiner Favoritin Alabanda bestimmt. Isfandiar, der Sohn der beiden und Nachfolger Azors, baut gemeinsam mit seinem Berater Eblis eine tyrannische Herrschaft auf. Diese wird durch eine Revolution und dem damit verbundenen Tod Isfandiars und seines Beraters beendet. Das Reich verfällt in anomische Zustände. Dazu parallel wächst Tifan, der Sohn eines Bruders Azors, in einem abgeschlossenen Tal auf. Er wurde von Dschengis, einem Vertrauten seines Vaters, vor dem Mord durch die Schergen Isfandiars gerettet, indem dieser seinen eigenen Sohn opfert. Alle anderen potentiellen Thronfolger Isfandiars wurden in seinem Auftrag umgebracht. Tifan verbringt seine Kindheit und Jugend mit Dschengis, den er für seinen Vater hält, in dem Tal, ohne seine Herkunft zu kennen. Nach einer  Reise durch Asien setzt sich Tifan an die Spitze der "Vaterländischen Partei" Scheschians und wird zum neuen König gewählt. Erst nach seiner Wahl erfährt das Volk, dass sie den legitimen Nachfolger Isfandiars zu ihrem neuen Herrscher gemacht haben. Die anarchischen Zustände werden damit beendet. Unter Tifans Herrschaft erlebt Scheschian seine Blütezeit. Es entsteht ein Idealstaat. In der späteren Fassung (1794) wird zusätzlich beschrieben wie nach dem Tod Tifans das Großreich Scheschian über viele Generationen hinweg zugrunde geht.

#### Der Emir im Tal der Kinder der Natur
Das Tal der Kinder der Natur ist eine Binnenerzählung im Goldnen Spiegel. Ein Emir gelangt nach einem Überfall auf ihn und seine Begleiter allein in das Tal der Kinder der Natur. Bei dem Tal handelt es sich um eine Separations- bzw. Raumutopie, eine utopische Gesellschaft, die räumlich von der restlichen Gesellschaft getrennt ist. Dort trifft der Emir einen alten Mann, dessen Name nicht genannt wird. Der Alte führt den Emir in die Philosophie des Gemeinwesens ein, die auf Psammis, den Gründer der utopischen Talgemeinschaft, zurückgeht. Außerdem erläutert er dem Neuankömmling die einfach gehaltene politische Organisation. 

### Personen
- Schach-Gebal ist der Fürst Indostans.
- Nurmahal ist die Favoritin (Geliebte) Schach-Gebals.
- Danischmende ist der Hofphilosoph Schach-Gebals.
- Ogul-Kan ist ein tatarischer Fürst und Eroberer Scheschians.
- Lili ist die Favoritin Ogul-Kans.
- Azor ist der Sohn von Ogul-Kan und Lili und scheschianischer Herrscher nach Ogul-Kan.
- Alabanda ist die Favoritin Azors.
- Isfandiar ist der Sohn von Azor und Alabanda und scheschianischer Herrscher nach Azor.
- Eblis ist der Berater Isfandiars.
- Tifan ist der Sohn eines Bruders von Azor und scheschianischer Herrscher nach Isfandiar.
- Dschengis ist der Erzieher Tifans.
- Emir
- Psammis ist der Gründer der Gemeinschaft der Kinder der Natur.
- der Alte steht als Vaterfigur den Kindern der Natur vor.

### Textausgaben
- Erstausgabe der ersten Fassung 1772.

- Der goldne Spiegel oder die Könige von Scheschian, in: Wielands Werke. Historisch-Kritische Ausgabe, hrsg. von Klaus Manger und Jan Philipp Reemtsma, Band 10.1|1 Text, bearb. von Hans-Peter Nowitzki und Tina Hartmann, Berlin / New York 2008, S. 1–358. (ISBN 978-3-11-022157-2)

- Erstausgabe der zweiten Fassung 1794.

- Der goldne Spiegel oder die Könige von Scheschian, in: Christoph Martin Wieland. Der goldne Spiegel und andere politische Dichtungen. Anmerkungen und Nachwort von Herbert Jaumann, München 1979, S. 5–329. (ISBN 3-538-05298-0)